# 세계김치문화축제
세계 김치문화 축제는 광주광역시에서 매년 10월경에 열리는 축제이다. 1994년에 김치축제를 창설하였으며 세계인이 광주의 맛과 멋에 취할 수 있도록 김치의 우수성을 세계에 알려 국내외 관광객을 유치하고 있다.

## 역사
- 1994년 1회 광주김치축제 개최
- 1995년 문화체육부와 농림수산부, 한국관광공사,농협중앙회의 후원을 받아 전국적인 행사로 개최, 광주비엔날레를 기념하는 부대행사로 마련[2]
- 1996년 각종 부대행사 곁들여짐[3]
- 1997년 한국문화예술진흥원에 의해 최우수 기획문화축제로 선정[4]
- 1998년 김치 경연장 상설화[5]
- 2000년 문화관광부가 선정한 내년도전국 5대 축제 선정[6]
- 2009년 '광주김치문화축제'로 명칭 변경[7]
- 2012년 '광주세계김치문화축제'로 명칭 변경[8]
- 2013년 캔 김치 포장 시스템 구축 시판[9]
- 2013년 제 20회를 기념해 축제 한 달 전 9월 7일 경복궁 등에서 특별행사 개최[10]
- 2013년 9월 6일 '제5회 국제김치컨퍼런스' 개최[10]
- 2013년 10월 말 김대중컨벤션센터 별도 특별전시관 운영[11]

## 프로그램

### 공식행사
- 개막행사
- 폐막행사

### 김치오감 박물관
- 세계인에게 김치에 대한 가치를 공감하고 한국문화의 다양한 매력 탐구

### 콘테스트&아카데이
- 경연행사
- 김치아카데미

### 체험·나눔·문화마당
- 각종 프로그램 체험 가능, 체험비는 프로그램마다 상이

### 맛집&특산물 장터
- 김치와 어울리는 대중적인 메뉴를 판매하는 식당 운영

## 홍보
- VANK 사이버외교사절단[12]

박기태 단장 제19회 광주세계김치문화축제 홍보대사 위촉 - 온라인에서 김치와 김치축제를 알리는 왕성한 활동, 반크 김치홍보대원 가운데 60여 명 축제기념 티셔츠를 입고 개막식에 참석해 현장 홍보활동
- 영화배우 박철민[13]

제19회 광주세계김치문화축제 홍보대사 위촉